# Bhogavi, Hirekerur
Bhogavi là một làng thuộc tehsil Hirekerur, huyện Haveri, bang Karnataka, Ấn Độ.